# Elaphrosaurus
Elaphrosaurus là một chi khủng long, được Janensch mô tả khoa học năm 1920.